# Lloro tumultuós
El lloro tumultuós (Pionus tumultuosus) és una espècie d'ocell de la família dels psitàcids que habita normalment a prop de l'aigua, a la selva humida de muntanya del centre del Perú i Bolívia. Sovint considerat coespecífic de Pionus seniloides.